# Латвія на зимових Олімпійських іграх 2014
Латвія на зимових Олімпійських іграх 2014 року у Сочі була представлена 58 спортсменом у 9 видах спорту.

## Ковзанярський спорт
Чоловіки
| Дистанція | Спортсмен       | Заїзд 1 | Заїзд 1 | Заїзд 2 | Заїзд 2 | Фінал   | Фінал |
| Дистанція | Спортсмен       | Час     | Місце   | Час     | Місце   | Час     | Місце |
| --------- | --------------- | ------- | ------- | ------- | ------- | ------- | ----- |
| 500 м     | Харальдс Сіловс | 36.12   | 39      | 36.32   | 38      | 72.44   | 37    |
| 1000 м    | Харальдс Сіловс | —       | —       | —       | —       | 1:10.29 | 24    |

## Біатлон
Спринт
| Змагання | Спортсмени          | Час     | Промахи | Місце |
| -------- | ------------------- | ------- | ------- | ----- |
| Чоловіки | Андрейс Расторгуєвс | 25:20.2 | 1+0     | 17    |
| Жінки    | Жанна Юскане        | 25:36.5 | 2+4     | 76    |

Переслідування
| Змагання | Спортсмени          | Час     | Промахи | Місце |
| -------- | ------------------- | ------- | ------- | ----- |
| Чоловіки | Андрейс Расторгуєвс | 34:36.9 | 0+0+1+0 | 9     |